# Торело (Казерта)
Торело је насеље у Италији у округу Казерта, региону Кампанија.
Према процени из 2011. у насељу је живело 71 становника. Насеље се налази на надморској висини од 422 м.